# Noel Knothe
Noel Knothe (* 5. Mai 1999 in Bad Soden am Taunus) ist ein deutscher Fußballspieler. Der Innenverteidiger steht bei den Kickers Offenbach unter Vertrag.

## Karriere
Der Hesse Knothe spielte bis zur B-Jugend unter anderem beim FSV Frankfurt, ehe er in den Nachwuchsabteilungen des Stadtrivalen Eintracht Frankfurt aktiv war. In der U19 der Eintracht war er im Gegensatz zu seinen wechselnden Partnern wie Furkan Zorba, Niklas Thiel oder Philipp Wörner unter Trainer Alexander Schur in der Innenverteidigung gesetzt. Das Team bot in der Saison 2015/16 hinter den Konkurrenten Bayern München, Augsburg und Mainz 05 die viertbeste Defensive der Staffel Süd/Südwest auf und landete am Ende im gesicherten Mittelfeld. Gemeinsam mit den Teamkollegen Nelson Mandela Mbouhom und Deji Beyreuther erhielt Knothe im Sommer 2017 die Chance, sich bei der Bundesligamannschaft zu beweisen. Im Vorfeld hatte er seine Schullaufbahn beendet und einen bis Juni 2020 gültigen Profivertrag unterzeichnet. Deren Übungsleiter Niko Kovač ließ häufig mit einer Dreierkette spielen, die am häufigsten David Abraham, Simon Falette und Makoto Hasebe bildeten, weshalb dem Jungspieler lediglich die Trainingseinheiten blieben und dieser weiter in der A-Jugend spielte, während die Profis DFB-Pokalsieger wurden. In der Juniorenbundesliga erbrachte die Frankfurter Defensivabteilung erneut starke Leistungen und man wurde wieder Tabellensechster.
Nachdem der Spieler nicht mehr in der U19 spielen gedurft und die Eintracht keine zweite Mannschaft mehr angemeldet hatte, kamen dessen Beratungsagentur sowie der FC Pipinsried in Kontakt. Knothe, dem der Pipinsrieder Coach Fabian Hürzeler ein gutes Passspiel sowie ein mutiges Auftreten bescheinigte, wechselte im März 2019 leihweise zum Regionalligisten, der zu diesem Zeitpunkt die zweitmeisten Gegentreffer kassiert hatte und auf dem vorletzten Platz stand. Von zwölf Partien, die der Hesse alle von Beginn an absolvierte, spielte man lediglich in zweien zu Null und konnte auch nur drei gewinnen. Durch den Abstieg des FC Ingolstadt 04 in die 3. Liga wurde dessen zweite Mannschaft am Saisonende zwangsweise auf den letzten Rang versetzt und stieg gemeinsam mit dem Vorletzten Pipinsried in die Bayernliga ab. Nach der Rückkehr aus Bayern einigten sich Eintracht Frankfurt und Knothe im Juni 2019 auf eine Auflösung des noch ein Jahr gültigen Arbeitspapiers und der Verteidiger wechselte zum 1. FC Nürnberg.
Bei den Franken war der Hesse zunächst fest für die Regionalligamannschaft eingeplant, in die er sich in spielerischer Hinsicht rasch integrieren konnte. Bis Oktober 2020 verlor die Mannschaft von 24 Ligaspielen nur 5, gewann auch diverse Male hoch und ohne Gegentore und spielte seit dem Start um den Aufstieg mit. In Folge der COVID-19-Pandemie ging die Saison 2019/20 in der Spielzeit 2019–21 auf, die von Sommer 2019 bis zum Frühjahr 2021 ausgespielt wurde. Als Stammkraft war Knothe, der sich bis Juni 2022 an den Club band, Teil einer Dreier- oder Viererkette, in der Innenverteidigung war Tobias Kraulich, der im Sommer 2020 den Verein verließ, bis dahin am häufigsten sein Partner gewesen. Nach dem der Pandemie geschuldeten, verfrühten Gang der Regionalliga Bayern in die zweite Winterpause im November holte Cheftrainer Robert Klauß den Abwehrspieler ins Zweitligateam, wo dieser die rechte defensive Außenbahn bespielte, bis für ihn im Januar 2021 aufgrund einer Sprunggelenksverletzung die Saison vorzeitig beendet war. Im anschließenden Sommer verpflichtete Nürnberg den ein Jahr jüngeren Kilian Fischer für die rechte Außenverteidigung, woraufhin Knothe zunächst wieder ins Regionalligateam rückte.
Zur Saison 2022/23 wechselte Knothe zu seinem Jugendverein FSV Frankfurt in die Regionalliga Südwest. Dort wurde er Stammspieler und Leistungsträger, verließ den Verein jedoch bereits nach einem Jahr wieder im Sommer 2023. Stattdessen schloss er sich dem Ligakonkurrenten Kickers Offenbach an.